# Mariannette Miller-Meeks
Mariannette Jane Miller-Meeks (Herlong, 6 settembre 1955) è una politica statunitense, membro della Camera dei Rappresentanti per lo stato dell'Iowa dal 2021.

## Biografia
Nata ad Herlong in California, all'età di diciott'anni si arruolò nell'esercito, nelle cui riserve prestò servizio nei successivi ventiquattro anni, raggiungendo il grado di tenente colonnello. Lavorò dapprima come infermiera militare e successivamente, conseguita la laurea in medicina presso lo University of Texas Health Science Center at San Antonio, come medico oftalmologo.
Entrata in politica con il Partito Repubblicano, si candidò per tre volte alla Camera dei Rappresentanti nel 2008, nel 2010 e nel 2014, venendo sempre sconfitta dal deputato democratico in carica David Loebsack.
Nel 2018 riuscì a vincere un seggio all'interno del Senato dell'Iowa.
Quando nel 2020 Loebsack annunciò il proprio intento di non ricandidarsi per un nuovo mandato alla Camera, la Miller-Meeks presentò per la quarta volta la propria candidatura al Congresso. Nelle primarie repubblicane sconfisse l'ex deputato dell'Illinois Bobby Schilling, trasferitosi recentemente in Iowa. Nelle elezioni generali affrontò la candidata democratica Rita Hart in quella che divenne una competizione particolarmente combattuta. La sfida si protrasse più a lungo del previsto, in quanto nell'election day il distacco tra le due candidate fu talmente ristretto da non permettere di certificare chi fosse la vincitrice; dopo numerosi riconteggi, la Miller-Meeks fu dichiarata vincitrice per soli sei voti, uno dei margini di scarto più sottili nella storia delle elezioni statunitensi. La Hart presentò ricorso sostenendo che alcuni voti legalmente validi non erano stati conteggiati, influenzando il reale esito della sfida, ma scelse di non presentare il ricorso in sede legale, rimettendo invece la questione al giudizio di una commissione parlamentare competente in materia in base a quanto sancito da una legge federale del 1969.
La Presidente della Camera Nancy Pelosi, stante la situazione di stallo, permise provvisoriamente alla Miller-Meeks di insediarsi come deputata nel mese di gennaio, in attesa di dirimere la questione.